# Øistein Schirmer
Øistein Schirmer (Fredrikstad, Østfold, 11 d'abril de 1879 – Larvik, Vestfold, 24 de maig de 1947) va ser un gimnasta artístic noruec que va competir a començaments del segle xx.
El 1912 va prendre part en els Jocs Olímpics d'Estocolm, on va guanyar la medalla d'or en el concurs per equips, sistema lliure del programa de gimnàstica.